# My Hero One's Justice
My Hero One's Justice, conocido en Japón como My Hero Academia: One's Justice, es un videojuego de lucha desarrollado por Byking y distribuido por Bandai Namco para las plataformas PlayStation 4, Xbox One, Nintendo Switch y Microsoft Windows. Está basado en el manga y anime My Hero Academia. Su lanzamiento se produjo el 26 de octubre de 2018 en Japón y el 31 de enero del 2019.

## Personajes
El juego tiene un total de 21 personajes seleccionables, incluyendo a Endeavor que es un incentivo para aquellos que preordenaron el videojuego.
| - All For One - All Might - Dabi - Denki Kaminari - Eijiro Kirishima - Endeavor - Fumikage Tokoyami - Gran Torino - Himiko Toga - Izuku Midoriya - Katsuki Bakugo | - Kyoka Jiro - Momo Yaoyorozu - Muscular - Ochako Uraraka - Shota Aizawa - Shoto Todoroki - Stain - Tenya Iida - Tomura Shigaraki - Tsuyu Asui |

## Desarrollo
El videojuego fue presentado oficialmente por Bandai Namco a comienzos de diciembre de 2017, como un título que estaría disponible en Japón para las consolas PlayStation 4 y Nintendo Switch. Adicionalmente, se anunció que el primer gameplay del juego sería mostrado durante el evento Jump Festa, que se celebró entre el 15 y 17 de diciembre de 2017. En dicho evento fue publicado el primer tráiler del juego, y se confirmó que su lanzamiento en Japón se produciría durante el 2018. Posteriormente, el 22 de diciembre de 2017, la productora del juego, Aoba Miyazaki, anunciaría a través de un video que el videojuego también llegaría a occidente para las plataformas Xbox One y PC, aunque solo en formato digital.

## Recepción

### Crítica
My Hero One's Justice recibió críticas mayormente positivas, logrando calificaciones que varían entre un 68 y 71 por ciento de aprobación. Tras su estreno en Japón, el juego recibió una calificación de 31 sobre 40 por la revista Famitsu.

### Ventas
En la semana posterior al lanzamiento en Japón, My Hero Academia: One's Justice logró vender un total de 40.652 copias, de las cuales 24.626 corresponden a ventas en la consola Nintendo Switch, mientras que 16.026 fueron las unidades vendidas en PlayStation 4. A finales de enero de 2019, Bandai Namco anunció que las ventas del juego habían superado las 500.000 unidades.

## Secuela
En septiembre de 2019, Bandai Namco anunció el videojuego My Hero One's Justice 2 para las consolas PlayStation 4, Xbox One y Nintendo Switch. De acuerdo a los desarrolladores, el juego utilizaría el mismo sistema de combate del primer título añadiendo una significativa cantidad de nuevos luchadores, incluyendo a personajes de la cuarta temporada del anime. El juego salió a la venta el 13 de marzo de 2020.